# Ignatius Ilechukwu
Ignatius Ilechukwu – nigeryjski piłkarz grający na pozycji obrońcy. W swojej karierze grał w reprezentacji Nigerii.

## Kariera klubowa
W swojej karierze piłkarskiej Ilechukwu grał w klubie Enugu Rangers.

## Kariera reprezentacyjna
W 1978 roku Ilechukwu został powołany do reprezentacji Nigerii na Puchar Narodów Afryki 1978. Był w nim rezerwowym i nie rozegrał żadnego meczu. Z Nigerią zajął 3. miejsce w tym turnieju.